# Batracomorphus numitor
Batracomorphus numitor är en insektsart som beskrevs av Knight 1983. Batracomorphus numitor ingår i släktet Batracomorphus och familjen dvärgstritar. Inga underarter finns listade i Catalogue of Life.